# Subcontinente indiano

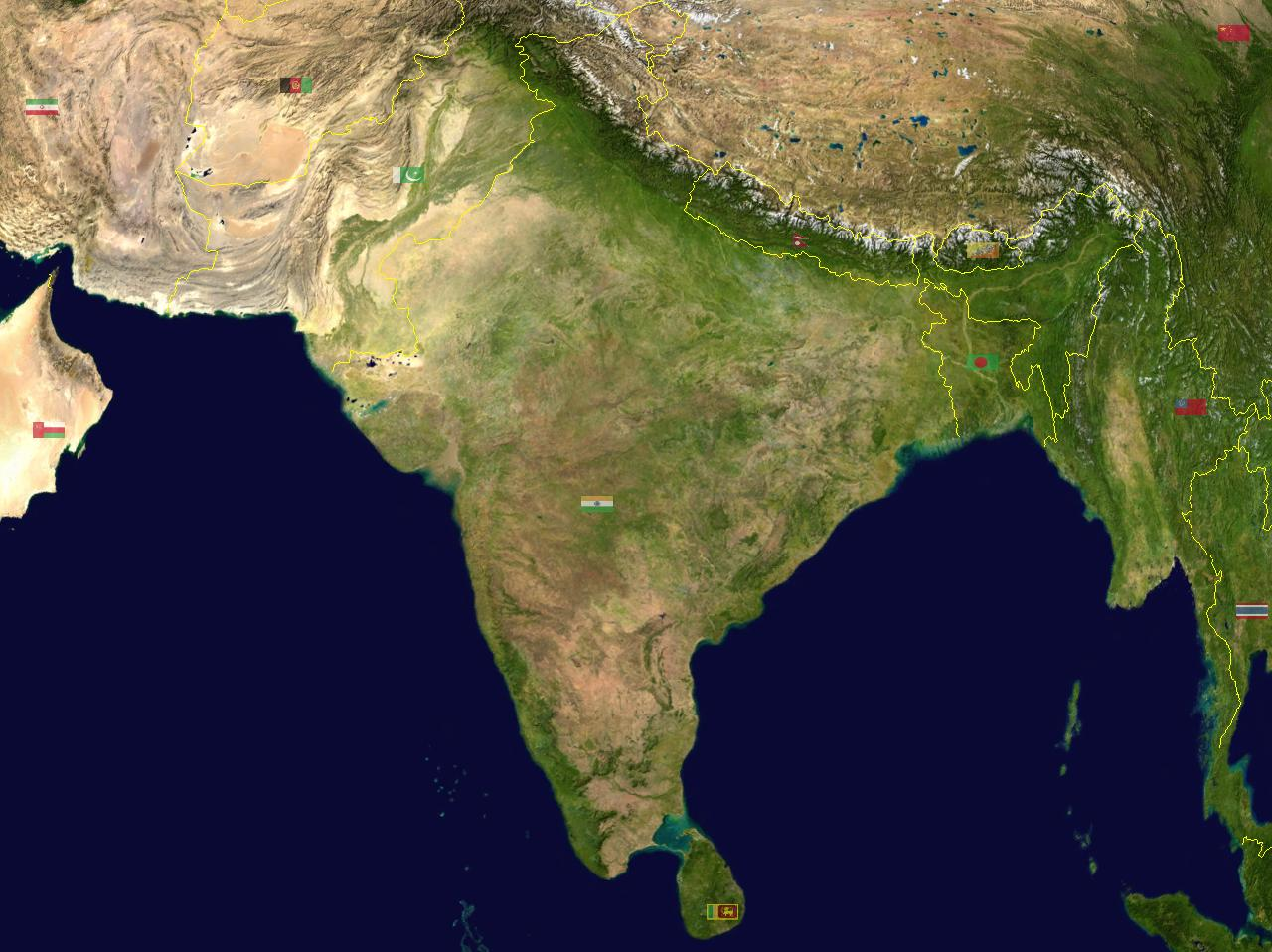
Imagem de satélite do subcontinente indiano, com indicação dos Estados que o compõem

Região destacada em laranja escuro

O subcontinente indiano é a região peninsular do Sul da Ásia onde se situam os países Índia, Paquistão, Bangladesh, Nepal e Butão. Por razões culturais e tectónicas, a ilha do Sri Lanka e as Maldivas podem também considerar-se como pertencentes ao Subcontinente. Esta região do sul da Ásia foi historicamente conhecida por Hindustão ou Indostão, nomenclatura hoje apenas utilizada no contexto da história da relação entre os povos europeus e o subcontinente.
Geologicamente, a noção de subcontinente baseia-se no facto de que esta região assentar numa placa tectónica própria, separada do resto da Ásia. A parte sul do subcontinente forma uma enorme península enquanto o norte é composto pela cordilheira do Himalaia, que age como barreira geográfica e cultural com a China e com a Ásia Central.
O nome de subcontinente indiano dado à península, muito identificado com a Índia, abrange contudo um território cujos limites geográficos não coincidem com aquele Estado. Apesar de não existir uma definição precisa para a região, e dos seus limites terem variado ao longo da história, em geral também são incluídos os territórios do Bangladesh, do Sri Lanka e das Maldivas, para além de partes dos Estados vizinhos do Afeganistão e da Birmânia.
Historicamente, o Indostão, conceito regional que antecedeu o de subcontinente indiano, incluía toda a região ao sul da Ásia Central, entre o Irã, e a China. Foi uma região de passagem de inúmeros povos e de múltiplas incursões, entre as quais se podem citar o exército de Alexandre, o Grande, as incursões mongóis de Gêngis Cã e a migração dos ciganos, entre tantos outros viajantes.
Foi durante séculos uma região estratégica, ponto de encontro da Rota da Seda, percurso chave para a troca de mercadorias e intercâmbio cultural entre o Império Chinês e o mundo ocidental. Com o advento da abertura do caminho através do Oceano Índico pelos navegadores ocidentais e a abertura de novas rotas e postos de trocas de mercadoria, começa a perder parte da sua estratégica importância económica, social e cultural.
Com a expansão do Islão, parte da população converteu-se a esta religião seguindo maioritariamente a corrente sunita. Composta por diversos reinos, caracterizados pelas suas alianças tribais e às vezes circunscritos apenas ao domínio de uma cidade, com o passar dos tempos acabou fechando-se ao acesso de estranhos. Com a expansão do Império Russo (século XVIII) e do Império Britânico, a sua estrutura e existência começou a ser ameaçada. Na época de Aquebar, o Indostão político ia do Afeganistão até a baía de Bengala e dos Himalaias até ao rio Godavari.

## Etimologia
Muitas vezes chamado simplesmente do Subcontinente, por ser a única região do mundo à qual esse termo é comumente aplicado, a região era conhecida no Ocidente simplesmente como "Índia" ou "Índias" até 1947, quando a partição da antiga Índia Britânica viu o território dividido entre os estados da União da Índia e do Paquistão. A parte oriental deste último estado seria mais tarde dividida sob o nome de Bangladesh. Muitas pessoas no Paquistão e em Bangladesh rejeitam o termo “subcontinente indiano”, acreditando que o adjetivo “indiano” deve ser aplicado apenas ao estado atual da República da Índia. O termo Hindustão seria mais apropriado devido ao seu uso histórico e origem terminológica, mas raramente é usado hoje em dia. Um nome alternativo para a região é a Ásia Meridional, embora esse nome às vezes também inclua Afeganistão e Irã, e às vezes até Birmânia.

## Geografia
O subcontinente indiano é geologicamente delimitado dos Himalaias ao norte e pelo Oceano Índico ao sul. Caracteriza-se por uma linha divisória norte-sul entre a Planície Indo-Gangética ao norte, que inclui os sistemas fluviais Indo, Ganges e Bramaputra, e o Planalto de Decão ao sul, cujos principais sistemas fluviais incluem os rios Maanandim, Godavari, Krishna e Kaveri.
A geografia do subcontinente confere-lhe o clima de monções mais pronunciado do mundo. A mudança sazonal na direção do vento leva a uma elevada instabilidade atmosférica com o início das monções de verão, tipicamente em junho, quando o ar quente e húmido do Oceano Índico sopra do sudoeste. Em outubro, a direção do vento inverte-se e traz ar mais frio do nordeste, mas tanto a intensidade como a humidade das monções de inverno são desviadas pelos Himalaias. O resultado é uma estação predominantemente seca.

### Ambiente
O subcontinente indiano é a região do mundo mais afetada pela poluição do ar. O director executivo da Greenpeace para o Sudeste Asiático, Yeb Sano, explica que “além das perdas humanas, o custo global estimado é de 225 mil milhões de dólares em custos laborais e de biliões em custos médicos”